# Angèlica borda
L'angèlica borda (Angelica sylvestris), és una espècie de planta amb flors dins la família de les apiàcies.
Addicionalment pot rebre els noms d'angèlica, angèliques, ceguda, coscoll, créixens, herba angèlica, herba dels corns, tornassa, tornasses i turbit. També s'han recollit les variants lingüístiques cebuda, greixes i sabuda.

## Descripció
Fa fins a un metre d'alt. La seva tija és tubular i de color viola a la part de baix. Les flors són blanc-verdoses. És d'aspecte similar a l'Angelica archangelica.

## Distribució i hàbitat
Apareix a Europa, incloent-hi els Països Catalans, Àsia Menor, Sibèria i Canadà. Es troba en zones humides, arbredes obertes i marjals. Normalment no n'hi ha en sòls àcids sinó en els neutres i alcalins i prefereix els sòls argilosos pesants. Pot créixer també a l'ombra.

## Usos
Tradicionalment es considera una planta màgica i a la Vall d'Aran les plantes florides s'utilitzaven, penjades a les cases, per allunyar els mals esperits. També s'ha fet servir com a tint i per guarir l'escorbut.

## Galeria

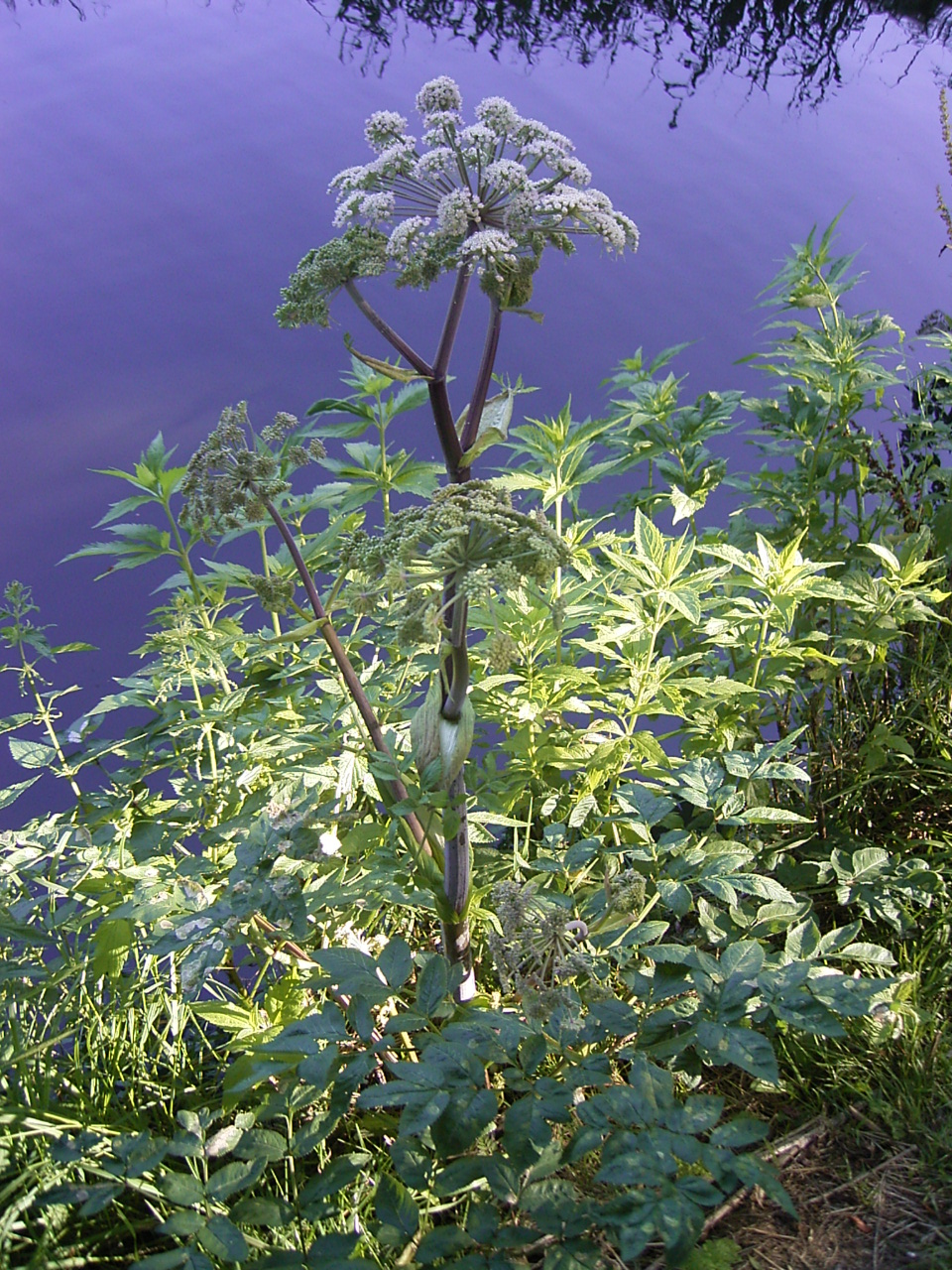
planta
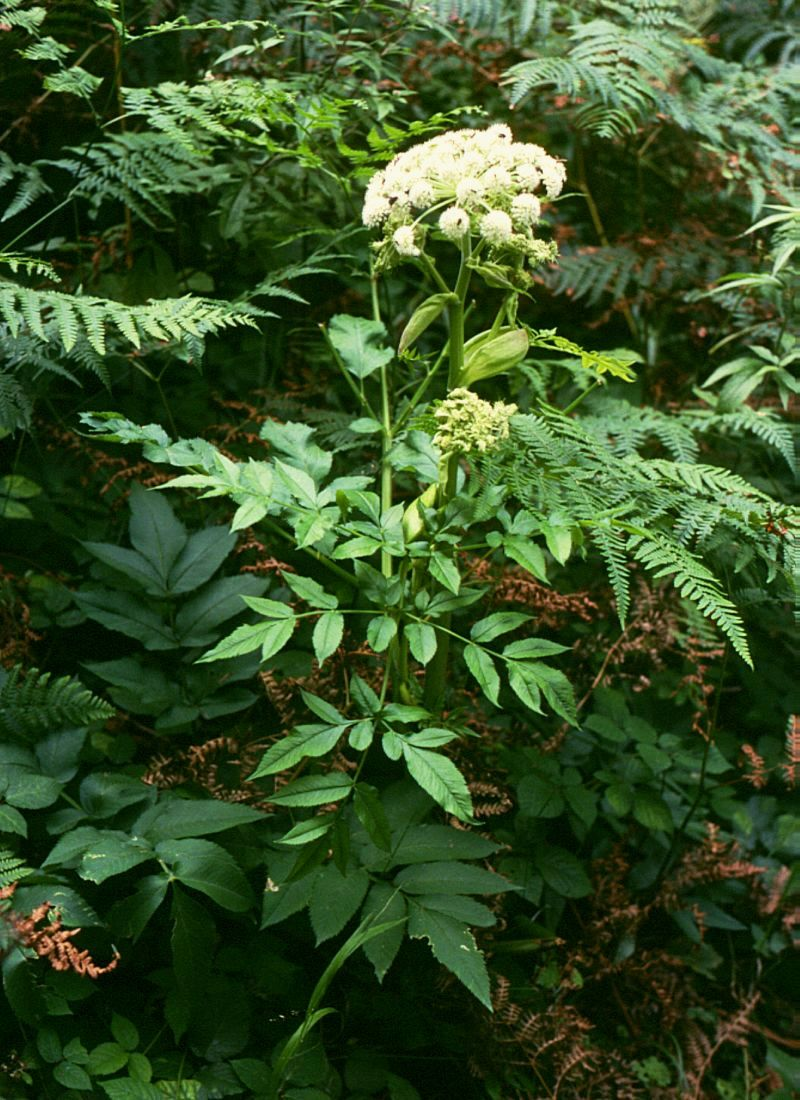
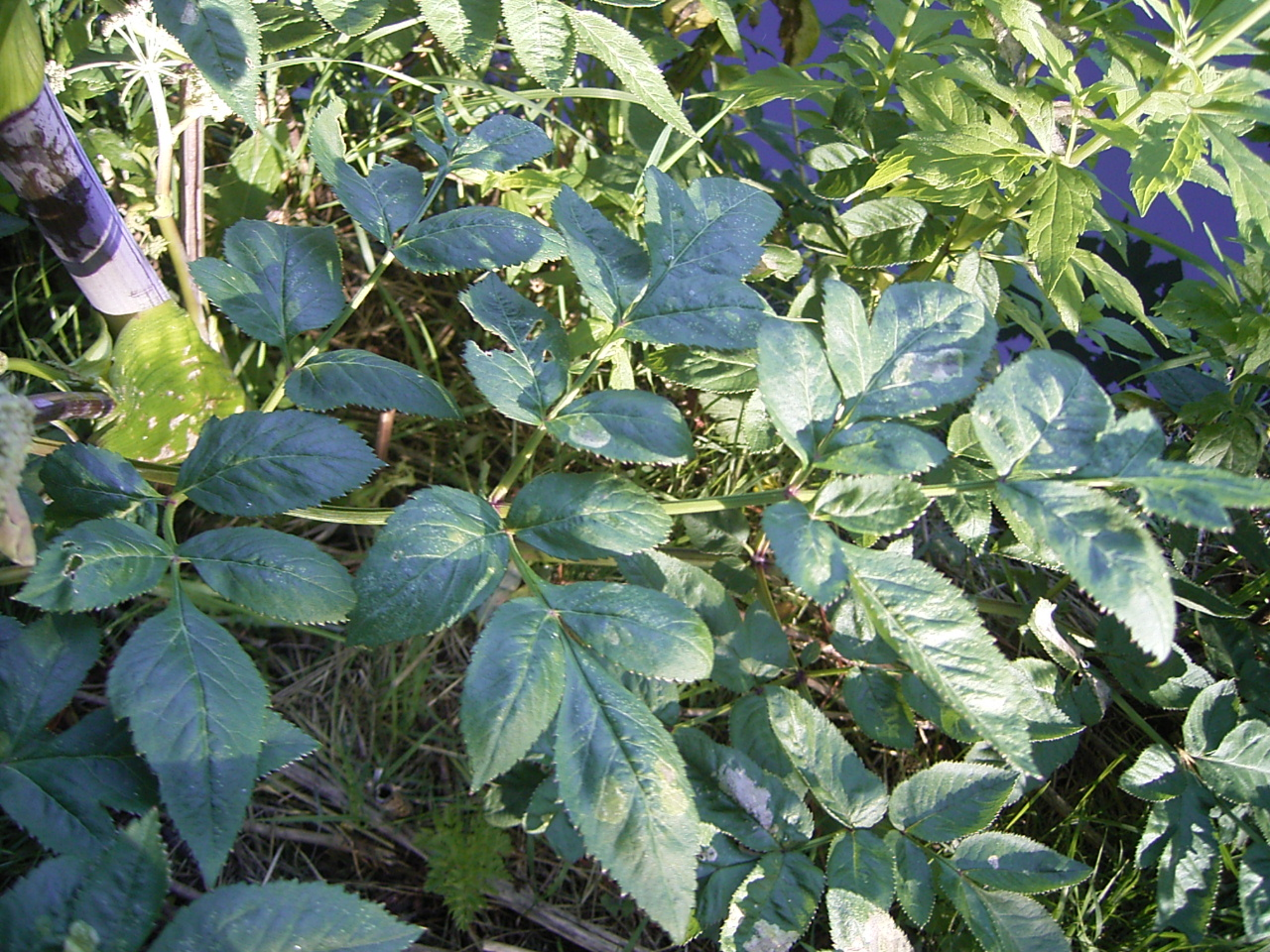
fulla
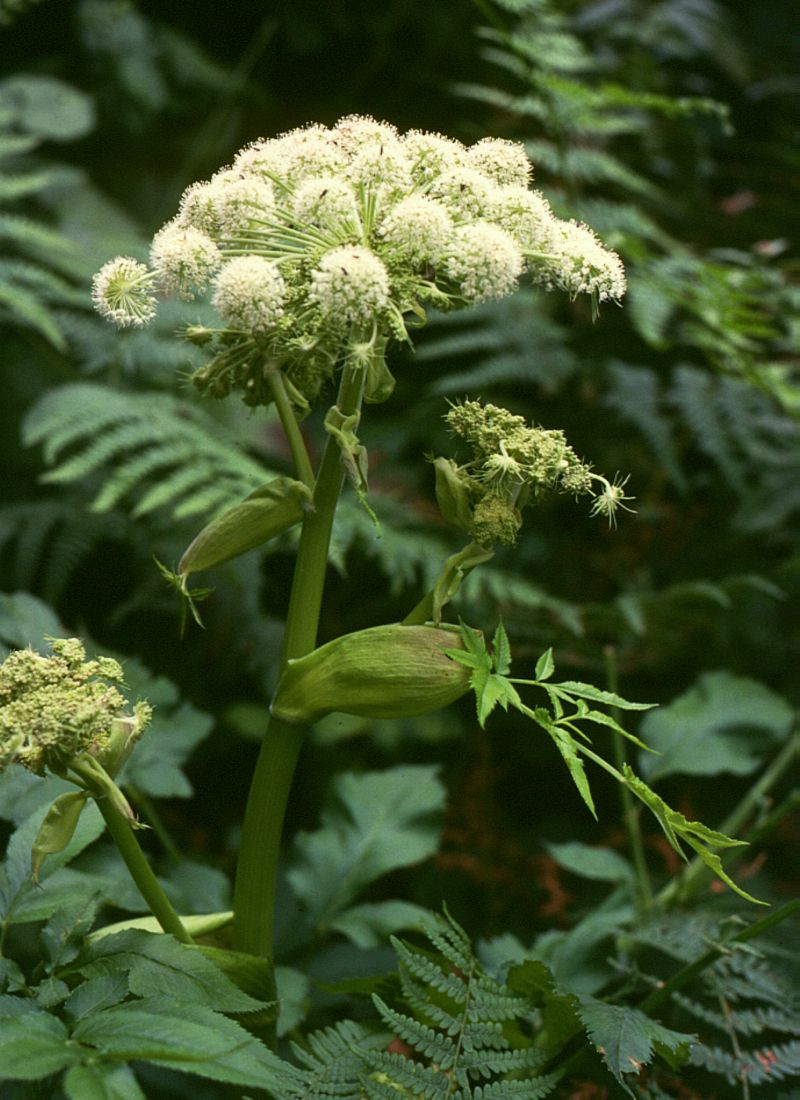
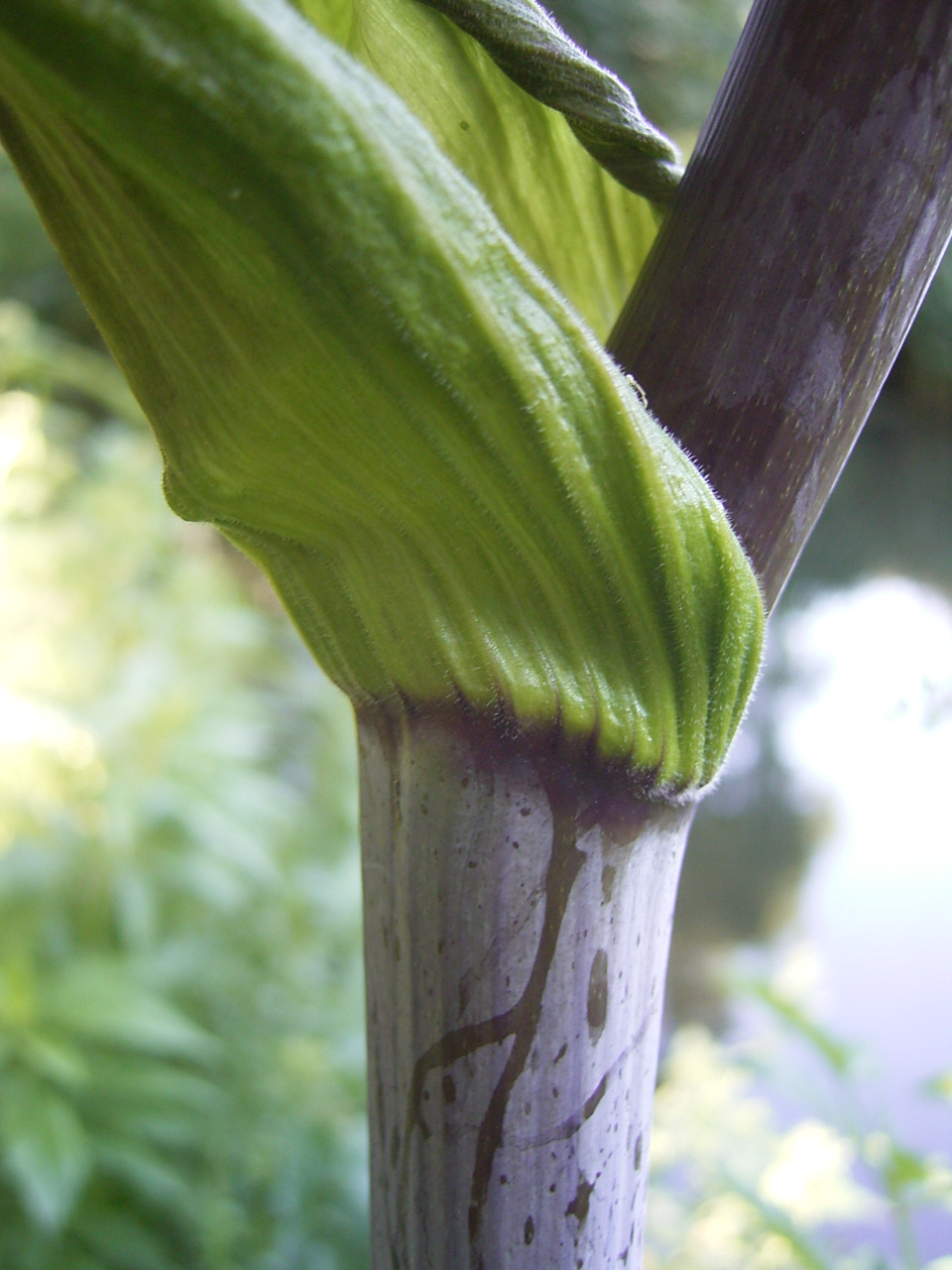
tija
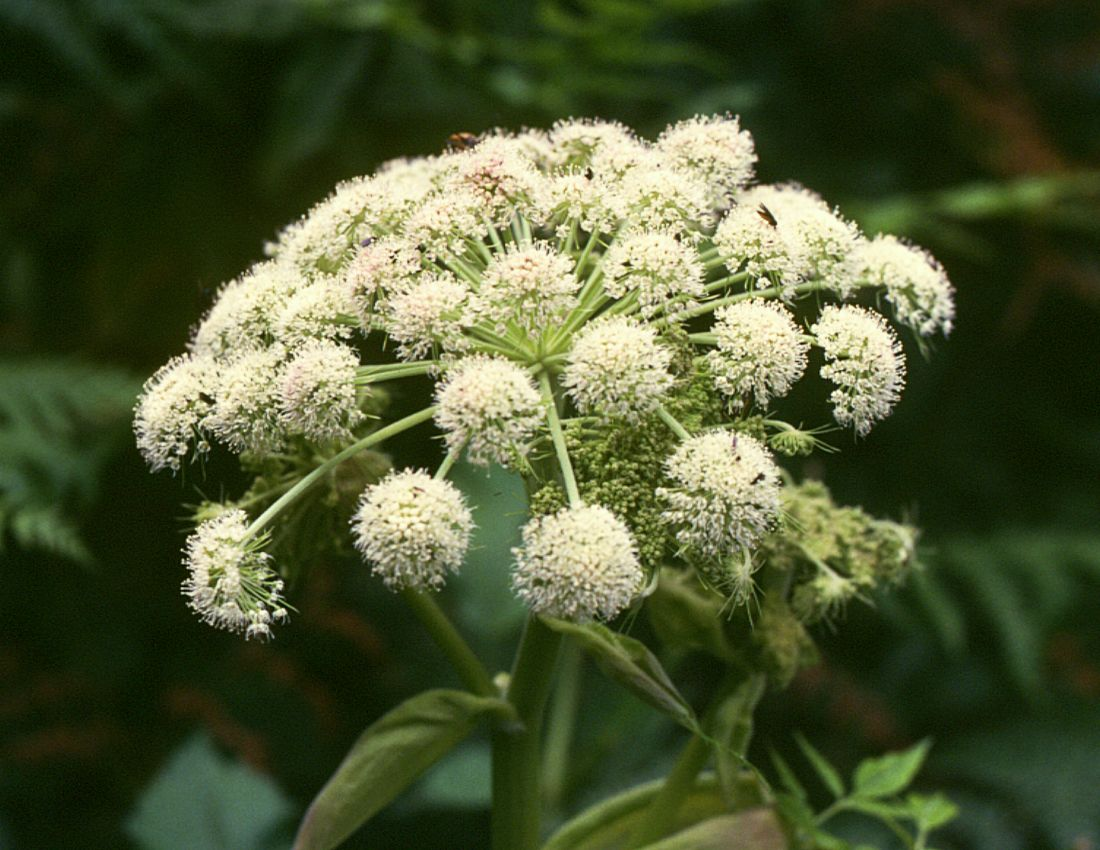
umbel·la
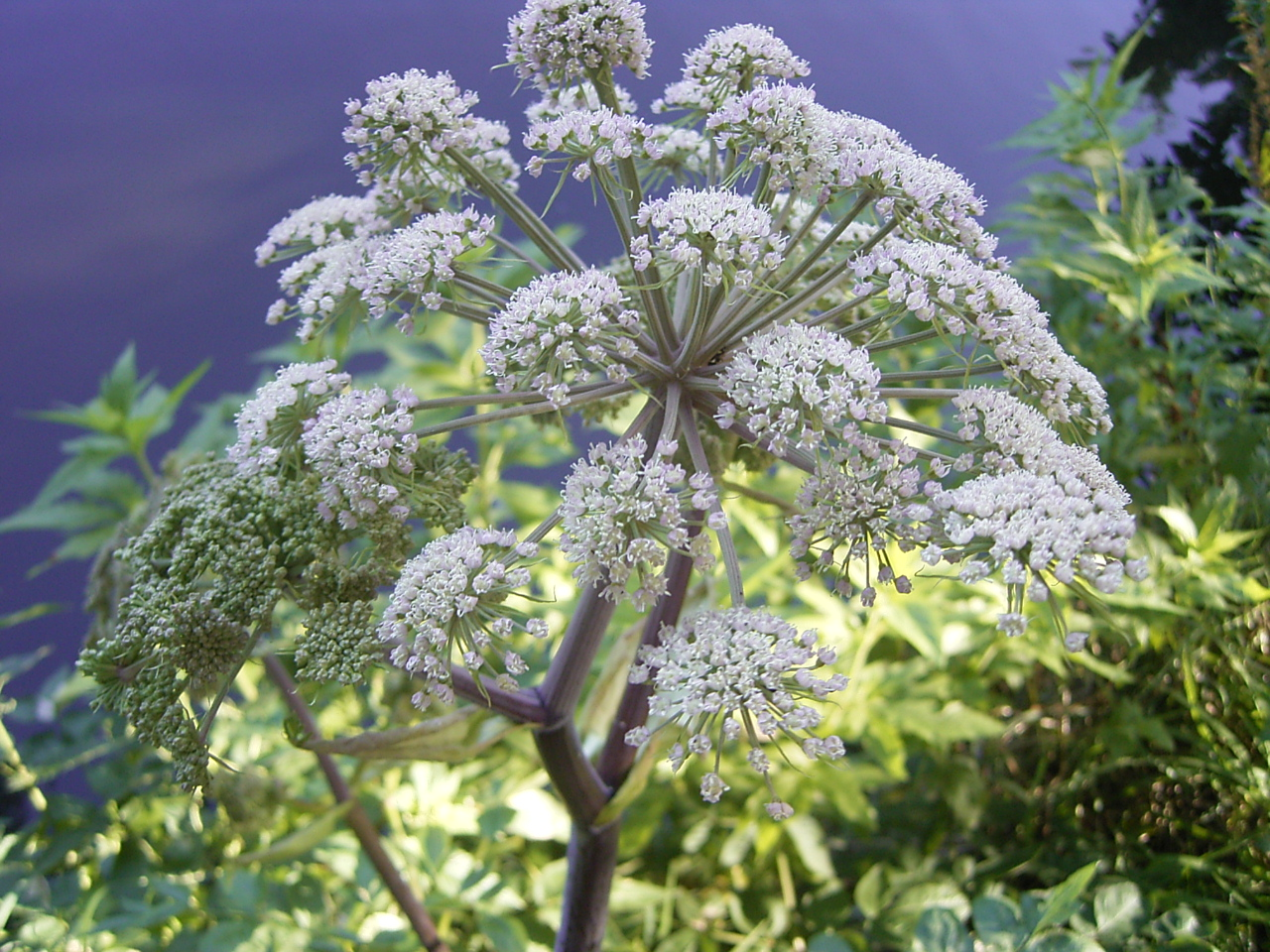
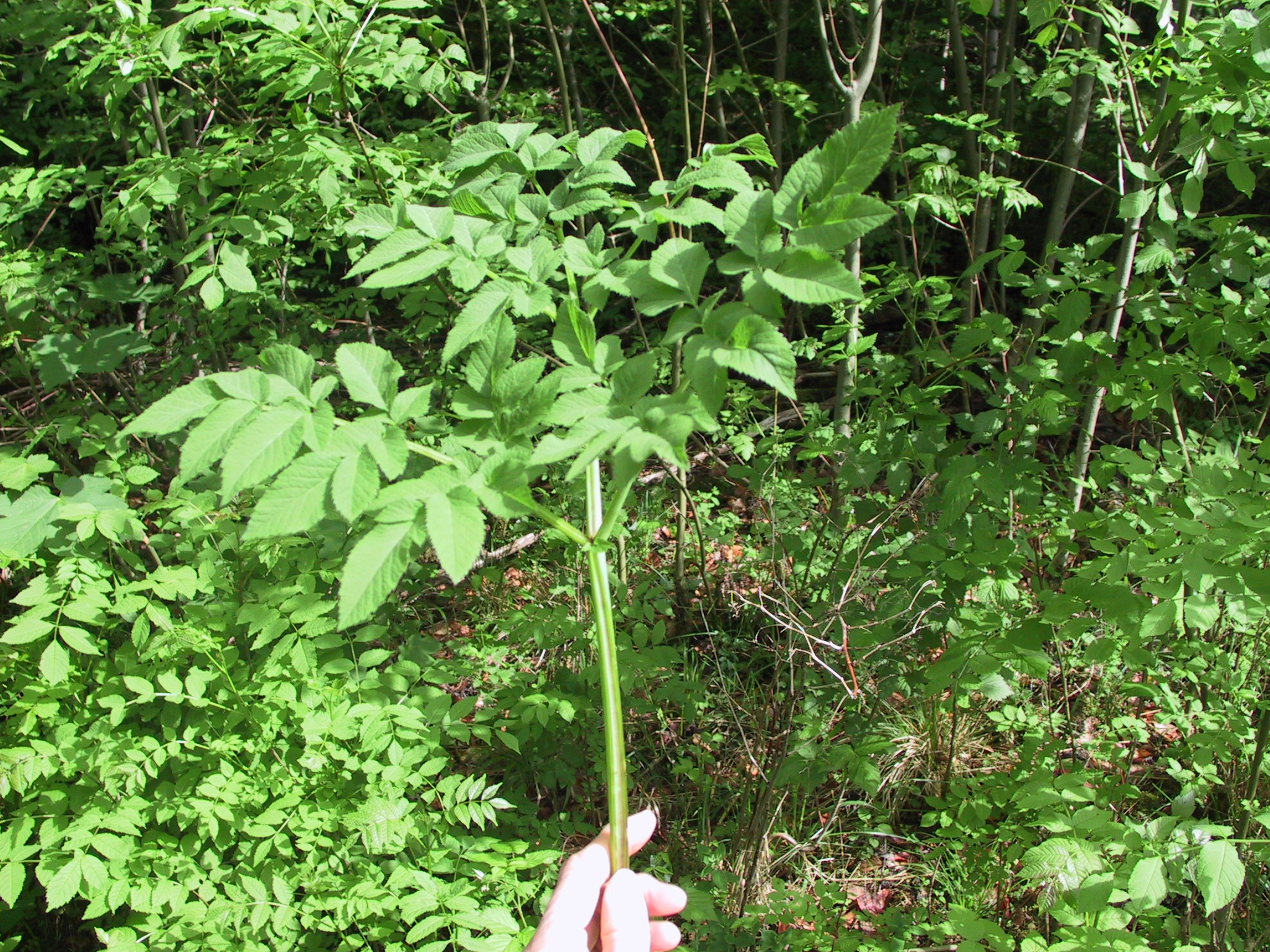
fulla
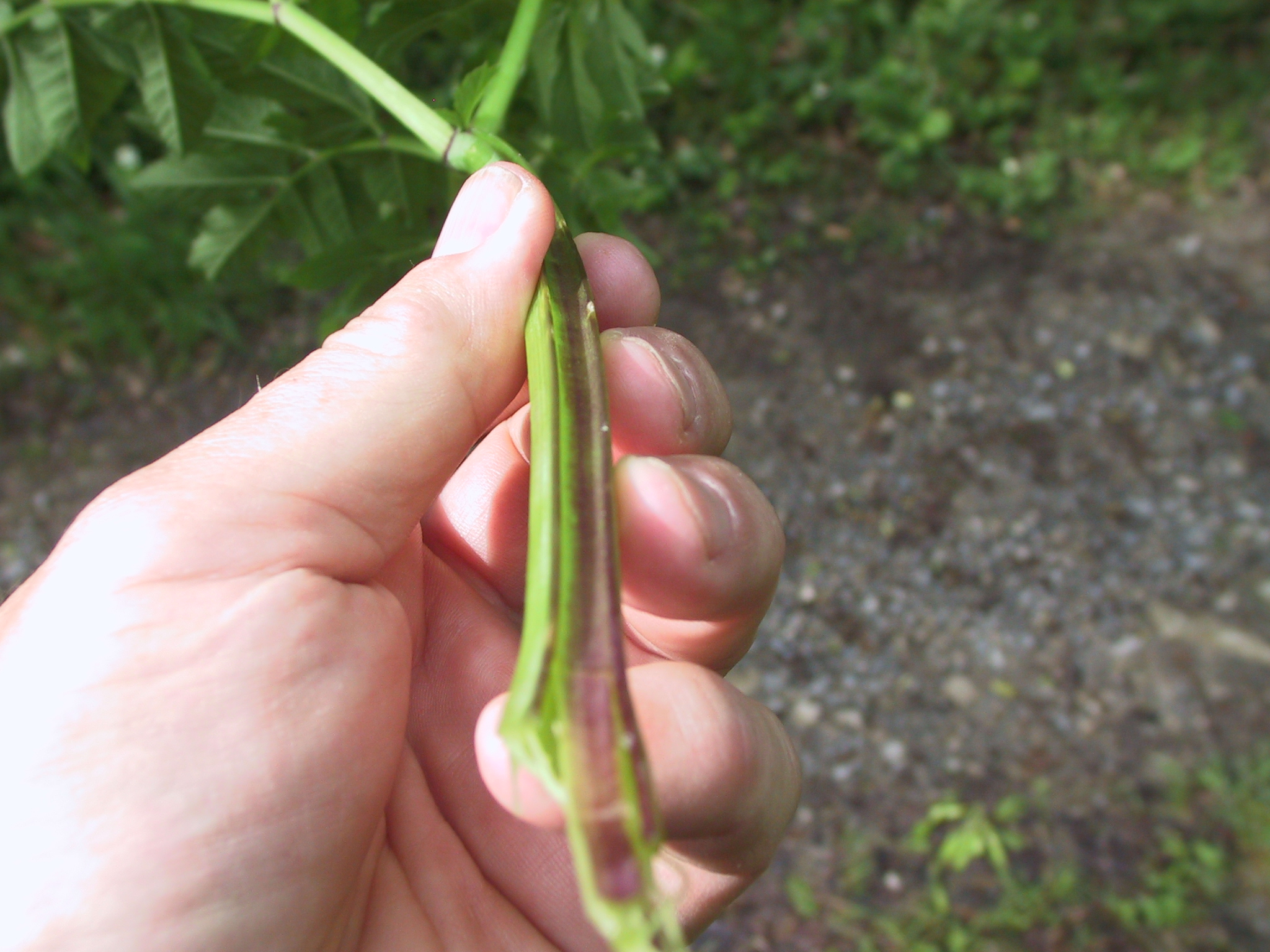
secció de la fulla
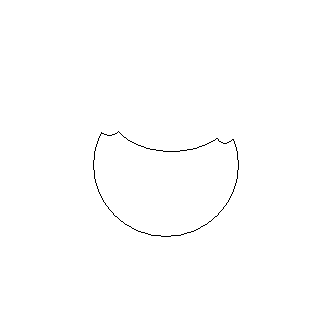
secció de la fulla
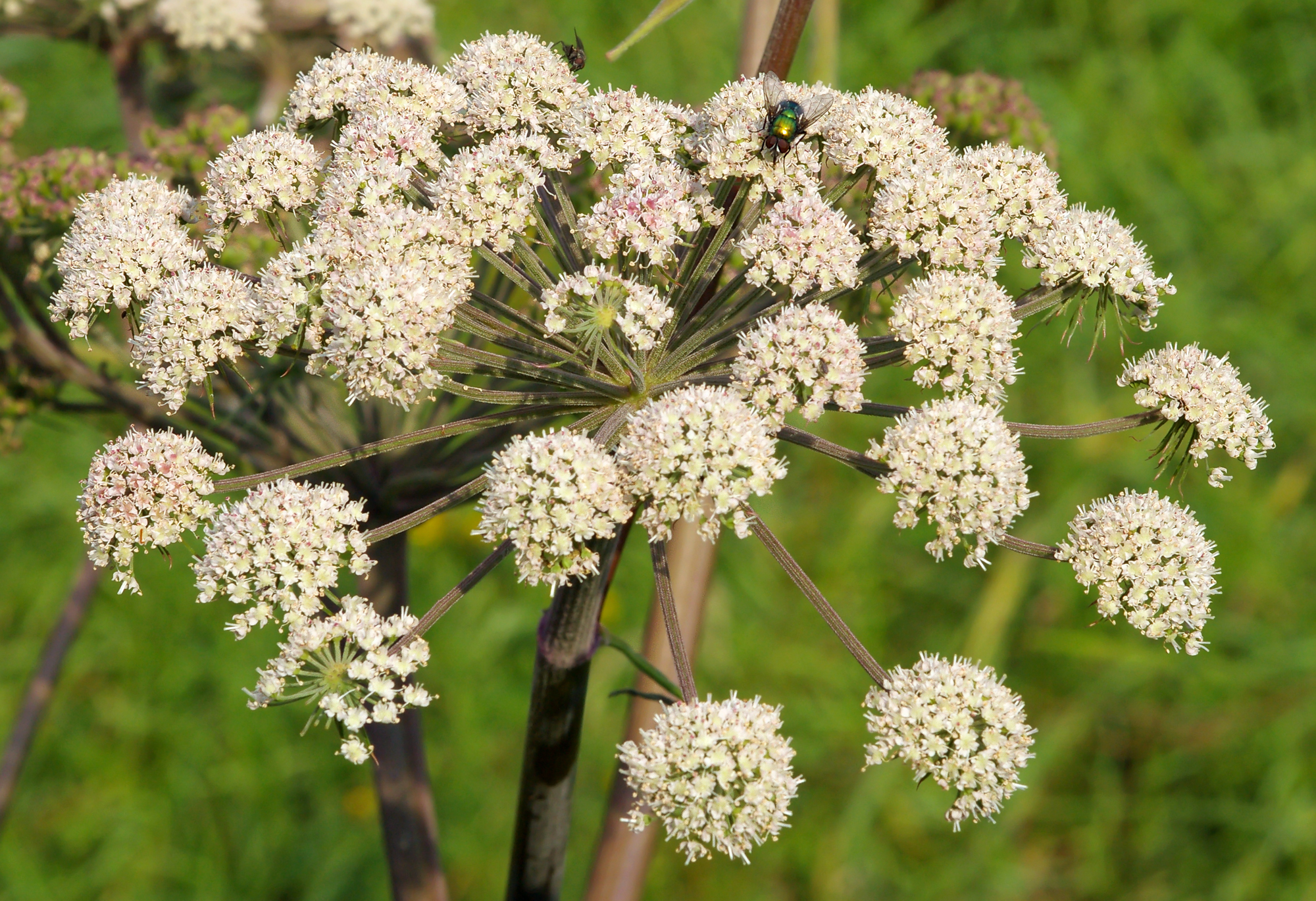
inflorescència